# Punta Redona (Gandesa)
El Punta Redona és una muntanya de 659 metres que es troba entre els municipis de Gandesa i del Pinell de Brai, a la comarca de la Terra Alta.
Al cim s'hi troba un vèrtex geodèsic (referència 249142001).
Aquest cim està inclòs al llistat dels 100 cims de la FEEC. 